# Sang ngang (bài hát)
"Sang ngang" là một bài hát của nhạc sĩ Đỗ Lễ sáng tác vào thập niên 1960. Đây là một trong những sáng tác nổi tiếng nhất trong sự nghiệp của nhạc sĩ này.

## Hoàn cảnh sáng tác
Bài hát được cho là bắt nguồn từ mối tình đơn phương của Đỗ Lễ dành cho nữ ca sĩ Lệ Thanh. Năm 1965, Lệ Thanh từ giã sự nghiệp để đi lấy chồng. Chứng kiến người mình yêu lên xe hoa, Đỗ Lễ đau khổ và nhạc phẩm "Sang ngang" ra đời vào hoàn cảnh đó.

## Nội dung
Bài hát viết theo điệu Boston chậm buồn, với lời ca chia ly sầu muộn:
Thôi nín đi em

Lệ đẫm vai rồi

Buồn thương nhớ ơi!

Em hỡi đôi mình

Mộng này đã tan

Tình đã dở dang

## Ca sĩ thể hiện
Trước năm 1975, nhạc phẩm được 3 nữ và một nam danh ca thể hiện là Thái Thanh, Khánh Ly, Lệ Thu và Trần Văn Trạch. Sau năm 1975, phiên bản thể hiện của ca sĩ Ngọc Lan cũng được nhiều khán giả yêu thích. Bài hát cũng được Lệ Quyên thể hiện trong album "Khúc tình xưa 2".

## Đánh giá
Sang ngang của nhạc sĩ Đỗ Lễ được xem là bài hát thất tình tiêu biểu của dòng nhạc trữ tình Việt Nam. Ca sĩ Thanh Lan nhận xét ca khúc này như sau: "Đỗ Lễ đã đến với khán thính giả yêu nhạc bằng đôi hia bảy dặm, chỉ cần đặt bút viết xuống đôi lời thủ thỉ "Thôi nín đi em, lệ đẫm vai rồi, buồn thương nhớ ơi…", anh đã trọn vẹn nắm được con tim của tất cả những ai đã từng nếm được hạnh phúc cũng như đau thương của tình yêu đích thực."